# 베른트 프랑케
베른트 프랑케(독일어: Bernd Franke, 1948년 2월 12일, 블리센 ~)는 독일의 전직 축구 선수로, 현역 시절 골키퍼로 활약했다.

## 클럽 경력
유소년부 시절 골키퍼 가 아닌 다른 역할을 맡았던 베른트 프랑케는 자르 05 자르브뤼켄의 유소년부에서 인상적인 활약을 펼치며 프로 선수단에 합류했다. 오토 네플러 감독은 신예 골키퍼를 뒤셀도르프에서 포착했고, 그를 영입하기에 이르렀다. 1971년, 네플러는 분데스리가의 브라운슈바이크 감독으로 취임해 프랑케를 다시 영입했는데, 이번에는 브라운슈바이크의 주전 수문장인 호르스트 볼터를 대신할 준수한 후보 골키퍼로 영입했다. 그 후, 프랑케는 전직 국가대표 골키퍼를 밀어냈지만, 소속 구단의 1973년 강등을 막지 못했다. 브라운슈바이크가 강등당한 해 여름, 카이저슬라우테른으로 이적을 앞두었을 때, 프랑케는 1974년 월드컵을 1년 앞두고 분데스리가 무대로 복귀하기를 거절했다. 1974년, 그는 브라운슈바이크 주전으로 분데스리가에 다시 돌아와 믿음직한 선수로 맹활약하며 1977년에 리그를 3위로 마쳤다.
1978년 월드컵을 며칠 앞둔 시점부터, 프랑케는 부상으로 낙마하기 시작했는데, 처음으로 부상으로 인해 시즌 말까지 1군 경기에 출전하지 못하는 사례가 종종 있었다. 그러나, 브라운슈바이크의 충신이었던 노련한 골키퍼는 1980-81 시즌에 1부 리그 밖에서 1년 더 부상 없이 활약했고, 1985년에 분데스리가에서 또 강등당하기 전까지 주전으로 활약했다. 그 해 여름 베른트 프랑케는 은퇴하여 축구 외 활동에 전념하기 시작했다. 그는 총 345번의 분데스리가 경기에 출전해 유일한 프로 구단에서 1971년부터 1985년까지 활약했다.

## 국가대표팀 경력
브라운슈바이크 경기에 의구심이 제시되었던 베른트 프랑케는 서독 국가대표팀에서 제프 마이어와 볼프강 클레프의 후보로 지위가 굳었고, 1973년 3월 28일에 친선경기에서 처음 출전했다. 그는 주로 친선경기에서 마이어나 클레프가 헬무트 쇤의 감독이 차출하지 않았을 때 출전했다. 그가 1973년에 소속 구단이 강등되고도 잔류한 일은 프랑케가 서독 안방에서 열리는 1974년 월드컵 출전을 날려버리게 만들었다. 샬케 04의 노버트 니크부어가 당시 서독 선수단의 3번째 수문장으로 승선했다. 엎친 데 덮친 격으로, 프랑케는 1978년 5월부터 부상을 당하기 시작해 1978년 월드컵 친선경기 출전은 의미없게 되었고, 이 경기에서 그는 본래 프랑크푸르트 암 마인의 지역 아마추어 구단을 상대할 예정이었다. 그는 부상으로 선수단에서 낙마하여 2대회 연속으로 월드컵 본선행이 좌절되었다. 그러나, 프랑케는 1982년 월드컵 때가 되어서야 최종 명단에 승선하였지만, 이 대회에 한 경기도 출전 못했다. 대회 몇 주를 앞두고, 그는 막판 2번의 경기를 포함해 7번의 국가대표 경기에 출전했는데, 포르투갈과 노르웨이 전에서 골문을 지켜 모두 승리했다. "군단"(Die Nationalmannschaft)의 경쟁에서 밀려난 프랑케는 1984년 하계 올림픽 대회에서 4번의 경기에 선발로 출전할 기회를 잡았다. 현역 시절 내내 프랑케는 제프 마이어와 하랄트 슈마허와 대등한 능력을 지녔다는 평가도 받았지만, 한발 더 나아가 서독의 주전 골키퍼로 등극하지 못했는데, 절호의 기회에 불행히 부상으로 밀려나지 않았다면 1970년대에 제프 마이어를 제치고 주전으로 등극했을 것이라는 평가도 있었다.